# Distretto di Wang Pong
Il distretto di Wang Pong (in thailandese: วังโป่ง) è un distretto (amphoe) della Thailandia, situato nella provincia di Phetchabun.